# Fox Faith
Fox Faith fue un estudio de cine propiedad de 20th Century Fox
Fox Faith (también escrito FoxFaith) fue un estudio de cine de 20th Century Fox de orientación evangelista. Fundado por 20th Century Fox Home Entertainment, Fox Faith adquiere películas de temática cristiana para el teatro y distribución en salas de cine. Fox describe a Fox Faith como "moralmente impulsado, para la programación familiar" y requiere que "abran el contenido cristiano o que se deriven de la obra de un autor cristiano."
Sus estrenos cinematográficos son gestionados por las cadenas AMC Theatres y Carmike Cinemas, y en su mayoría serán estrenos en digital. The New York Times dijo que la película de más grande distribución de Fox Faith fue The Ultimate Gift y dijo que "si bien siempre es divertido cuando Hollywood tiene como objetivo para instruirnos en los peligros espirituales de las ganancias deshonestas, tal vez un insulto a la sensibilidad artística del público cristiano no es la mejor manera de entrar en el múltiplex."

## Películas
- Thr3e (2006) (USA) (teatral)
- Love's Abiding Joy (2006) ... Distribuidor (2006) (USA) (teatral)
- One Night with the King (2006) ... Distribuidor (2006) (USA) (teatral)
- The Last Sin Eater (9 de febrero de 2007) ... Distribuidor (2007) (USA) (teatral)
- The Ultimate Gift (9 de marzo de 2007) (USA) (teatral)
- Saving Sarah Cain (2007) ... Distribuidor (2007) (USA) (teatral)
- Mama, I Want to Sing! (2009) ... Distribuidor (2008) (USA)